# Canton de Strasbourg-Nord
Le canton de Strasbourg-Nord est un ancien canton français situé dans le département du Bas-Rhin.

## Histoire
Le canton de Strasbourg-Nord est créé en 1833. 
De 1871 à 1919, il disparait alors que l'Alsace fait partie de l'Empire allemand.
Il est supprimé en 1962, lors du redécoupage de la ville en huit cantons.

## Représentation

### Conseillers généraux de 1833 à 1871 et de 1919 à 1962
| Période | Période      | Identité                           | Étiquette                      | Qualité |
| ------- | ------------ | ---------------------------------- | ------------------------------ | --- |
| 1833    | 1842         | Jean-Frédéric de Turckheim         | Centre gauche                  | Banquier Maire de Strasbourg (1830-1835) Député (1824-1831 et 1836-1837)                                                  |
| 1842    | 1848         | Jean-Conrad Sengenwald (1780-1863) |                                | Ancien président de la Chambre de commerce de Strasbourg                                                                  |
| 1848    | 1852         | Louis Liechtenberger               | Républicain modéré             | Avocat à Strasbourg Député (1848-1849)                                                                                    |
| 1852    | 1871         | Louis Edouard Gérard               |                                | Président honoraire du Tribunal civil de Strasbourg Président du Conseil Général                                          |
| 1871    | 1919         | occupation allemande               |                                | |
| 1919    | 1922         | Henri Lévy                         | Républicain Démocrate          | Minotier Premier adjoint au Maire de Strasbourg (1919-1922)                                                               |
| 1922    | 1928         | Laurent Meyer                      | SFIO                           | Secrétaire de syndicat Adjoint au Maire de Strasbourg (1919-1929), conseiller d'arrondissement                            |
| 1928    | 1937 (décès) | Henry Lévy                         | RG                             | Industriel à Strasbourg                                                                                                   |
| 1937    | 1940         | Émile Maechling                    | Démocrate-PSF                  | Architecte et entrepreneur Conseiller municipal de Strasbourg                                                             |
|         |              |                                    |                                | |
| 1945    | 1951         | Émile Maechling                    | Parti républicain démocratique | Architecte Dirigeant de la Ligue de football d'Alsace                                                                     |
| 1951    | 1962         | Eugène Marxer                      | MRP                            | Menuisier-modeleur puis dirigeant d'entreprise à La Robertsau Conseiller municipal de Strasbourg (1945-1947 et 1953-1959) |

### Conseillers d'arrondissement (de 1833 à 1871 et de 1919 à 1940)
Le canton de Strasbourg-Nord avait deux conseillers d'arrondissement à partir de 1919.
| Période                                  | Période          | Identité                         | Étiquette | Qualité |
| ---------------------------------------- | ---------------- | -------------------------------- | --------- | --- |
| 1833                                     | 1842             | Charles de Turckheim (1783-1862) |           | Banquier à Strasbourg                                                                                       |
|                                          |                  |                                  |           | |
|                                          |                  | François Oesinger (1871-1962)    | Rad.      | Avocat, adjoint au maire de Strasbourg                                                                      |
| 1919                                     | 1922             | Laurent Meyer                    | SFIO      | Secrétaire de syndicat, adjoint au Maire de Strasbourg (1919-1929)                                          |
| 1922                                     | 1929 (démission) | Paul Weill (1892-1954)           | SFIO      | Médecin gynécologue, quai Koch à Strasbourg Membre du réseau Gallia Interné à Drancy en 1944                |
| 1928                                     | 1940             | Pierre Guri (1878-1964)          | APNA      | Entrepreneur de travaux publics, adjoint au maire de Strasbourg                                             |
| 1929                                     | 1940             | Maurice Freysz (1869-1958)       | PDP       | Médecin à la Robertsau                                                                                      |
| 1940                                     |                  |                                  |           | Les conseils d'arrondissement ont été suspendus par la loi du 12 octobre 1940 et n'ont jamais été réactivés |
| Les données manquantes sont à compléter. |                  |                                  |           | |